# Associazione Sportiva Solbiatese 1967-1968
Questa voce raccoglie le informazioni riguardanti l'Associazione Sportiva Solbiatese nelle competizioni ufficiali della stagione 1967-1968.

## Rosa
| N. |                   | Ruolo | Calciatore           |
| -- | ----------------- | ----- | -------------------- |
|    | Italia (bandiera) | P     | Leonorio Borghese    |
|    | Italia (bandiera) | D     | Giuliano Castoldi    |
|    | Italia (bandiera) | C     | Adelio Crespi        |
|    | Italia (bandiera) | A     | Renzo Dalle Crode    |
|    | Italia (bandiera) | D     | Giovanni Eridano     |
|    | Italia (bandiera) | C     | Pietro Fagnani       |
|    | Italia (bandiera) | A     | Carlo Foglia         |
|    | Italia (bandiera) | C     | Roberto Giustacchini |
|    | Italia (bandiera) | A     | Claudio Longo        |

| N. |                   | Ruolo | Calciatore          |
| -- | ----------------- | ----- | ------------------- |
|    | Italia (bandiera) | C     | Luigi Marcioni      |
|    | Italia (bandiera) | A     | Ferdinando Milanesi |
|    | Italia (bandiera) | C     | Carlo Morganti      |
|    | Italia (bandiera) | P     | Luigi Pisci         |
|    | Italia (bandiera) | A     | Giovanni Quadri     |
|    | Italia (bandiera) | A     | Tomaso Rossi        |
|    | Italia (bandiera) | D     | Francesco Taddei    |
|    | Italia (bandiera) | C     | Benvenuto Vergani   |
|    | Italia (bandiera) | A     | Giovanni Zamboni    |